# Casper Ankergren
Casper Ankergren (født 9. november 1979) er en tidligere dansk fodboldspiller, der siden 2025 har været 
målmandstræner for West Ham. Han har tidligere i sin seniorkarriere spillet for Køge Boldklub, Brøndby IF, Leeds United og Brighton & Hove Albion.
Ankergren var en fysisk stærk målmand, der gik meget ud i feltet. Han startede karrieren i Køge Boldklub hvorefter turen gik til Brøndby IF. Her spillede han fra januar 2001 til januar 2007, hvorefter han blev udlejet til Leeds United på baggrund af manglende spilletid. I sin tid i Brøndby kæmpede han om pladsen i målet med blandt andre Mogens Krogh og Karim Zaza. Dette betød, at Ankergren opnåede beskedne 124 kampe over en 6-årig periode.
Ankergren skrev en ny treårige aftale med Brøndby i sommeren 2007 og spillede en god halv-sæson, som blev kronet med to udtagelser til A-landsholdet. Brøndby IF hentede i vinteren 2007 Stephan Andersen hjem fra Charlton. Det fik Ankergren til straks at melde ud, at han ville væk fra BIF.
På trods af den til tider svære tid i Brøndby, formåede Ankergren alligevel at tiltrække interesse fra udlandet. I januar 2007 meldte den engelske traditionsklub, Leeds United sig interesseret i danskeren. Klubben rykkede ud af Premier League i 2004 og spillede på daværende tidspunkt i den tredje bedste engelske fodboldrække, League One. I første omgang var der tale om en lejeaftale for resten af sæsonen. Ankergrens første halve år i Leeds var en stor succes, hvor han hurtigt etablerede sig som daværende manager Dennis Wises foretrukne i målet.
Det betød, at han i sommeren 2007 blev tilbudt en treårig kontrakt af klubben. I sin første hele sæson i klubben fortsatte han det gode spil, og formåede blandt andet at redde en håndfuld straffespark og opnåede en stribe clean-sheets. Allerede i september blev han af FA kåret til septembermåneds bedste spiller.
Ankergrens anden hele sæson i Leeds blev dog en noget anden oplevelse. Andenmålmanden David Lucas begyndte at få mere og mere spilletid, hvilket betød, at Ankergren ofte var at finde på bænken, men vendepunktet for Ankergren kom, da klubben valgte at fyre Gary McAllister og i stedet blev Simon Grayson ny manager i Leeds.
Han gjorde som det første Ankergren til førstevalget i målet, og den anden halvdel af sæsonen stod Ankergren stort set uden pauser. I sommeren 2009 hentede klubben dog en anden målmand, Shane Higgs.
Higgs fik hurtigt chancen i målet, og på baggrund af solide præstationer af briten betød det igen sparsomt med spilletid for Ankergren. Kort inde i sæsonen blev Higgs dog skadet, en skade der holdt ham ude i et par uger.
I denne periode var Ankergren igen førstevalget, og i løbet af sæsonen delte de to målmænd herefter spilletiden nogenlunde ligeligt mellem dem. En af Ankergrens helt store oplevelser var at vogte målet i Leeds første kamp i næsten seks år mod rivalen over dem alle, Manchester United. Kampen blev spillet på Old Trafford og var en kamp i 3. runde i FA Cuppen.
Kampene mellem netop disse klubber er også kendt som "Derby of the Roses" og historisk formåede Leeds at besejre de engelske mestre med 1-0, den første sejr på Old Trafford i 29 år. Ankergren spillede en stor kamp og holdt målet rent på trods af, at han stod overfor angribere som Dimitar Berbatov og Wayne Rooney.
Leeds og Ankergren kom op imod Tottenham Hotspurs i 4. runde. Kampen endte 2-2, Ankergren spillede igen en flot kamp og reddede bl.a. et straffespark tidligt i kampen. Returkampen på et udsolgt Elland Road blev en underholdende affære som Leeds tabte 3-1. Ankergren mistede sin plads til Higgs, da der manglede 9 kampe af sæsonen. Leeds United sluttede som 2. og rykkede dermed op i The Championship.
Ankergren skrev under med Brighton 6. august 2010 og blev dermed genforenet med Gustavo Poyet, som var assistent i Leeds United.